# Rosalía Lázaro
Rosalía Lázaro Calleja (Madrid, 20 ottobre 1975) è un'ex atleta paralimpica spagnola.

## Biografia
Ha esordito nel 1992, affrontando sia gli Europei juniores dell'IBSA, sia le Paralimpiadi di Barcellona. Le sue performances hanno compreso i 100 metri piani e il salto in lungo, dove ha ottenuto l'oro paralimpico a Sydney nel 2000 e in molte altre competizioni mondiali, raggiungendo e superando più volte il record mondiale. Dal 2001 ha inoltre dato prove convincenti e premiate da medaglie nel pentathlon.
Si è specializzata in Economia dello sport e si occupa della preparazione atletica in vista di importanti eventi paralimpici. Nel 2019, insieme all'atleta paralimpico David Casinos, ha ricevuto il Premio Onorario Aquiles, nell'ambito del Festival Internacional de Cine y Atletismo, al Festival internazionale del cinema di San Sebastián.

## Palmarès[1]
| Anno | Manifestazione        | Sede       | Evento                 | Risultato | Prestazione | Note            |
| ---- | --------------------- | ---------- | ---------------------- | --------- | ----------- | --------------- |
| 1992 | Europei juniores IBSA | Nancy      | 100 m piani B2         | Bronzo    |             |                 |
| 1992 | Europei juniores IBSA | Nancy      | Salto in alto B2       | Argento   | 1,10 m      |                 |
| 1992 | Europei juniores IBSA | Nancy      | Salto in lungo B2      | Oro       |             |                 |
| 1992 | Giochi paralimpici    | Barcellona | 100 m piani B2         | 5ª        | 14"57       |                 |
| 1992 | Giochi paralimpici    | Barcellona | Salto in lungo B2      | 4ª        | 4,55 m      |                 |
| 1993 | Europei IBSA          | Dublino    | Salto in lungo B2      | 5ª        |             |                 |
| 1994 | Mondiali paralimpici  | Berlino    | Salto in lungo B2      | Oro       | 4,91 m      |                 |
| 1995 | Europei IBSA          | Valencia   | 100 m piani B2         | Argento   | 13"48       |                 |
| 1995 | Europei IBSA          | Valencia   | Salto in lungo B2      | Oro       | 5,31 m      | Record mondiale |
| 1995 | Europei IBSA          | Valencia   | 4×100 m B1-B3          | Oro       | 48"79       |                 |
| 1996 | Giochi paralimpici    | Atlanta    | Salto in lungo F10-11  | Argento   | 5,22 m      |                 |
| 1996 | Giochi paralimpici    | Atlanta    | Pentathlon P10-12      | 9ª        | 2 112 p.    |                 |
| 1998 | Mondiali IBSA         | Madrid     | Salto in alto F11      | Argento   | 1,39 m      |                 |
| 1998 | Mondiali IBSA         | Madrid     | Salto in lungo F11     | Argento   | 5,04 m      |                 |
| 1999 | Europei IBSA          | Lisbona    | Salto in lungo F11-12  | Bronzo    | 5,03 m      |                 |
| 2000 | Giochi paralimpici    | Sydney     | Salto in lungo F12     | Oro       | 5,22 m      |                 |
| 2001 | Europei IBSA          | Białystok  | Salto in lungo F11-12  | Bronzo    | 5,24 m      |                 |
| 2001 | Europei IBSA          | Białystok  | Pentathlon P11-P12     | Bronzo    | 2 154 p.    |                 |
| 2002 | Mondiali paralimpici  | Lilla      | Salto in lungo F11-F12 | Oro       | 5,53 m      | Record mondiale |
| 2002 | Mondiali paralimpici  | Lilla      | Pentathlon P11-P13     | 5ª        | 2 466 p.    |                 |
| 2003 | Europei paralimpici   | Assen      | Salto in lungo F12     | Oro       | 5,54 m      | Record mondiale |
| 2003 | Europei paralimpici   | Assen      | Pentathlon P12-P13     | Bronzo    | 2 460 p.    |                 |
| 2004 | Giochi paralimpici    | Atene      | Salto in lungo F12     | Argento   | 5,63 m      |                 |
| 2005 | Europei paralimpici   | Espoo      | Salto in lungo F12     | Bronzo    | 5,34 m      |                 |
| 2005 | Europei paralimpici   | Espoo      | Pentathlon P12-P13     | Bronzo    | 2 154 p.    |                 |
| 2006 | Mondiali paralimpici  | Assen      | Salto in lungo F12     | Bronzo    | 5,23 m      |                 |
| 2008 | Giochi paralimpici    | Pechino    | Salto in lungo F12     | 7ª        | 5,52 m      |                 |

## Altre competizioni internazionali
2003
- Oro ai Mondiali IBSA ( Québec), salto in lungo F12 - 5,57 m

2006
- Bronzo ai Mondiali indoor ( Bollnäs), salto in lungo F12

2007
- Argento ai Mondiali IBSA ( San Paolo), salto in lungo F12 - 5,59 m
- Bronzo ai Mondiali IBSA ( San Paolo), salto triplo F12 - 10,86 m[1]